# هیروکی ایتو (بازیکن فوتبال، زاده ۱۹۹۹)
هیروکی ایتو (ژاپنی: 伊藤 洋輝؛ زادهٔ ۲۱ مهٔ ۱۹۹۹) یک بازیکن فوتبال اهل ژاپن است.که در باشگاه فوتبال بایرن مونیخ در پست مدافع بازی می‌کند.
از باشگاه‌هایی که در آن بازی کرده‌است می‌توان به باشگاه فوتبال جوبیلو ایواتا، باشگاه فوتبال ناگویا گرامپوس و باشگاه فوتبال اشتوتگارت اشاره کرد.

## افتخارات

### باشگاهی

#### بایرن مونیخ
- بوندسلیگا (۱): ۲۰۲۴-۲۵